# Jan Roman Słonka
Jan Roman Słonka (ur. 8 maja 1938 w Rychwałdzie, zm. 3 sierpnia 2024) – polski jubiler-złotnik, brązownik, metaloplastyk, rzeźbiarz, malarz, pedagog.

## Życiorys
- od 16 roku życia związany z Cepelią
- od roku 1966 jest mistrzem galwanotechnikiem
- od roku 1977 – mistrz jubilerstwa
- od roku 1978 ma uprawnienia pedagogiczne w zawodzie
- w 1979 roku zdobył uprawnienia w zakresie rozpoznawania kamieni szlachetnych
- w 1978 roku rozpoczął działalność rzemieślniczą i jako jedyny rzemieślnik w Polsce mam 3 tytuły artystyczne:
  - Mistrz Rzemiosła Artystycznego – nadał Minister Kultury i Sztuki – 19 sierpnia 1977
  - Mistrz Rękodzieła Artystycznego – nadał Minister Kultury i Sztuki – 12 listopada 1983
  - Rękodzielnik Artysta – Centralny Związek Spółdzielni Rękodzieła Ludowego i Artystycznego – 25 listopada 1983
- jest rzeczoznawcą i członkiem Krajowej Komisji Artystycznej i Etnograficznej w Poznaniu
- jest wiceprzewodniczącym Komisji Opiniodawczo-Doradczej do spraw Rzemiosł Artystycznych przy Wielkopolskiej Izbie Rzemieślniczej w Poznaniu.

## Twórczość
- Ponad 200 wystaw zbiorowych w kraju i za granicą oraz kilkanaście indywidualnych.
- Uprawia twórczość artystyczną w zakresie rzeźby, sztuki użytkowej, rysunku i malarstwa. Prowadzi pracownię od 1964 r. w Poznaniu. Tworzył unikatowe kolekcje jubilerskie. Zajmował się wykonywaniem i kopiowaniem ikon polskich i staroruskich. Jest twórcą kilkunastu ikon polskich. Od lat 90 zajmuje się odtwarzaniem historycznych wojskowych nakryć głowy: czaków, hełmów, pikielhaub wielu państw na potrzeby muzeów, produkcji filmowych i zbiorów kolekcjonerskich. Przeprowadza renowację militariów i zabytkowych dzieł sztuki.
- Autor wielu prac:
  - 1979 – wierną kopię Drzwi Gnieźnieńskich (w 20 elementach w skali 1:1)
  - puchar z okazji 1000-lecia Polski (brąz polerowany wysadzany nefrytami 80 cm)
  - puchar z okazji stanu wojennego (brąz wysadzany gagatami 80cm)
  - 2000 – renowacja z częściową rekonstrukcją srebrnej ramy obrazu z 1667 Matki Bożej w Cudy Wielmożnej w kościele Ojców Franciszkanów w Poznaniu
  - renowacja z częściową rekonstrukcją metalowych repusowanych drzwi z 1860 w kościele garnizonowym w Gnieźnie
  - 2001 – pomnik Jana Kilińskiego w Puszczykowie
  - lata 80. – insygnia dla zakonu rycerskiego św. Łazarza z Jerozolimy
  - 2001 insygnia dla kanoników Fary Poznańskiej, Cechów Rzemieślniczych i Bractw Kurkowych
  - replika w skali 1:5 Konińskiego Słupa Milowego dla papieża, którą Jan Paweł II przekazał to do Muzeum w Wadowicach
  - kopia w skali 1:10 cudownego obrazu Matki Bożej Rychwałdzkiej dla Papieża – Jan Paweł II przekazał to do Muzeum w Wadowicach
  - wierna kopia czary wrocławskiej w zbiorach muzeum Jasnogórskiego
  - seria rzeźb Chrystusów Frasobliwych i Szopki Bożonarodzeniowe wykonane w alabastrze – Muzeum Etnograficzne w Poznaniu

## Nagrody i wyróżnienia
- Zasłużony Obywatel Miasta Poznania
- Zasłużony dla Województwa Poznańskiego
- Złoty Krzyż Zasługi
- Krzyż Kawalerski Orderu Odrodzenia Polski za wybitne zasługi w działalności na rzecz rozwoju rzemiosła
- Zasłużony dla Kultury Polskiej
- Zasłużony dla Cepelii
- Medal 50-lecia Cepelii
- Odznaka za Zasługi w Rozwoju Rzemiosła Wielkopolskiego – Srebrna
- Odznaka za Zasługi w Rozwoju Rzemiosła Wielkopolskiego – Złota
- Odznaka za Zasługi w Rozwoju Rzemiosła Polskiego
- Medal im. Jana Kilińskiego
- Medal „Zasłużony Kulturze Gloria Artis” – brązowy